# Kirtelkortstråle
Kirtelkortstråle (Galinsoga quadriradiata), ofte skrevet kirtel-kortstråle, er en enårig plante i kurvblomst-familien. Den ligner håret kortstråle, men har savtakkede, hårede blade og kirtelhårede stængler og kurvstilke.

## Udbredelse
Arten er hjemmehørende i Syd- og Mellemamerika, men er indslæbt i Nordamerika og Europa.
I Danmark findes kirtelkortstråle hist og her på dyrket jord. Blomstringen sker i juli til september.